# Arbus (Italie)
Pour les articles homonymes, voir Arbus.
Arbus est une commune italienne d'environ 6 300 habitants située dans la province du Sud-Sardaigne, dans la région Sardaigne.

## Administration
| Période                                  | Période  | Identité        | Étiquette       | Qualité |
| ---------------------------------------- | -------- | --------------- | --------------- | ------- |
| 10 mai 2005                              | En cours | Raimondo Angius | Centro-Sinistra |         |
| Les données manquantes sont à compléter. |          |                 |                 |         |

### Hameaux
- borgata : Sant'Antonio di Santadi
- frazione : Ingurtosu (lieux-dits : Bau, Pitzinurri, Bidderdi
- villages touristiques : Piscinas (avec ses dunes et la plage de Scivu), Portu Maga, Guttur'e Flumini, Funtanazza, Porto Palma, Torre di Flumentorgiu, Pistis
- sites miniers : di Montevecchio (Casargius, Telle, Sa Tanca, Righi), Gennamari, Naracauli

### Communes limitrophes
Fluminimaggiore, Gonnosfanadiga, Guspini, Terralba

### Évolution démographique
Habitants recensés